# Tabula Rasa (Björk)
is that you're immersed in grace and dignity,

but you will have to deal with shit soon enough.

I hoped to give you the least amount of luggage,

got the right to make your own fresh mistakes

and not repeat others' failures.»
(Estratto dal testo di Tabula Rasa)
Tabula Rasa è un brano appartenente all'album Utopia della cantautrice islandese Björk. Il brano è stato scritto e prodotto dalla stessa Björk insieme ad Arca.

## Descrizione
Il titolo allude alla tabula rasa romana, tavoletta di cera cancellata in modo da poter essere riusata, e rappresentativa dell'intelletto umano quando esso manca di conoscenza a priori. Con questa canzone Björk si rivolge infatti alle generazioni più giovani, invitandole a non ripetere gli stessi errori dei padri ed esprimendo vergogna nel dover lasciare ad esse un tale disastro da ripulire.
Tabula Rasa si rivolge anche alle donne: per loro "è tempo di rialzarsi e non restare sdraiate". La stessa critica ha descritto l'album come femminista, vedendo nel brano una decisiva chiamata all'azione, notevole nel periodo del Movimento Me Too che ha denunciato abusi sessuali subìti da parte di personaggi pubblici.
La canzone ha infine anche dei riferimenti personali: Björk esprime il proprio amore per la figlia adolescente Isadora e il desiderio di non lasciare che la separazione con il proprio ex compagno sia per lei un problema, affermando che quello ha condotto una doppia vita lontano dalla propria famiglia.
In occasione del Björk Orkestral, serie di concerti del 2021 in cui ha celebrato la sua carriera, Björk ha affermato sulla canzone:

## Video musicale
Il video musicale di Tabula Rasa viene rilasciato sul canale YouTube della cantante il 10 maggio 2019, a distanza di poche ore dal secondo concerto del nuovo residency show Cornucopia (il video è anche un backdrop utilizzato per i concerti). Il video, diretto dal digital designer Tobias Gremmler, ritrae un avatar di Björk in una metamorfosi continua, che lo porta a trasformarsi in fiori e montagne, "incarnazione del concetto utopico di coesistenza armoniosa tra natura e uomo basata sull'empatia".
La cantante ha giustificato la scelta di un avatar per il video affermando di stare cercando modi per esprimere lo spirituale nel digitale: «Più digitale abbiamo, più pelle nuda e crudezza vorremo».